# Радзински окръг
Радзински окръг (на полски: Powiat radzyński) е окръг в Източна Полша, Люблинско войводство. Заема площ от 965,06 км2. Административен център е град Радзин Подляски.

## География
Окръгът обхваща земи от историческите региони Малополша и Полесия. Разположен е в северната част на войводството.

## Население
Населението на окръга възлиза на 61 254 души (2012). Гъстотата е 63 души/км2.

## Административно деление
Административно окръгът е разделен на 8 общини.
Градска община:
- Радзин Подляски

Селски общини:
- Община Борки
- Община Вохин
- Община Конколевница Всходня
- Община Комаровка Подляска
- Община Радзин Подляски
- Община Улян Майорат
- Община Чемерники

## Фотогалерия
- Радзин Подляски
- Борки
- Комаровка Подляска
- Чемерники